# Waitati (fleuve)
45° 52′ 18″ S, 170° 31′ 32″ E

Le fleuve Waitati  (en anglais : Waitati River) est un cours d’eau de l’Île du Sud de la Nouvelle-Zélande.

## Géographie
Il se déverse dans l’Océan Pacifique au niveau de la baie de Blueskin (en), au nord  de la ville de Dunedin.